# Oleria fumata
Espèce
Oleria fumata est une espèce d'insectes lépidoptères, un papillon diurne appartenant à la famille des Nymphalidae, sous-famille des Danainae, à la tribu des Ithomiini, sous-tribu des Oleriina et au genre Oleria.

## Dénomination
Oleria fumata a été décrit par Richard Haensch en 1905 sous le nom initial de Leucothyris fumata.

### Sous-espèces
- Oleria fumata fumata; présent en Colombie.
- Oleria fumata richardina Lamas, 1994; présent en Colombie[1].

## Description
Oleria fumata est un papillon  au corps à abdomen fin et aux ailes antérieures à bord interne concave.
Les ailes sont transparentes à fines veines marron, bordure marron et aux ailes antérieures un court souligné de la cellule depuis le bord costal.
Sur la revers l'ornementation est la même en orange.

## Écologie et distribution
Oleria fumata est présent en Colombie,.

### Protection
Pas de statut de protection particulier.